# Hans Schwarzentruber
Hans Schwarzentruber (né le 25 mars 1929 à Lucerne et mort le 23 novembre 1982 dans la même ville) est un gymnaste suisse.

## Palmarès

### Jeux olympiques
- Helsinki 1952
  -  Médaille d'argent au concours par équipes[1].

### Championnats du monde
- Championnats du monde de gymnastique artistique 1954
  -  Médaille de bronze au concours par équipes